# Титаник (фильм, 1953)
«Титаник» (англ. Titanic) — американский чёрно-белый художественный фильм режиссёра Жана Негулеско. Лауреат премии «Оскар» в категории «Лучший сценарий». Премьерный показ состоялся 11 апреля 1953 года.
Фильм 1953 года не претендует на документальность, но при этом по количеству неточностей в деталях и фактических ошибок («Титаник» столкнулся с айсбергом правым бортом, а не левым, как это показано; кроме того, в фильме он не раскололся надвое, как в реальности) в изображении событий он превосходит все фильмы о катастрофе «Титаника», включая с оговоркой немецкий пропагандистский фильм 1943 года и канадский телефильм 1996 года. Вместе с тем он стоит у истоков жанра фильмов-катастроф. Все неточности связаны с тем, что настоящий «Титаник» был найден на дне лишь спустя 30 лет после выхода фильма, и лишь тогда стала понятна хронология и картина его крушения.

## Сюжет
Неудовлетворенная жизнью миссис Джулия Стёрджес (Барбара Стэнвик), втайне от мужа решает покинуть Европу и отправиться за океан, на свою родину в штат Мичиган, на крупнейшем пассажирском лайнере «Титаник». При этом она забирает с собой своих детей: 17-летнюю дочь Аннетт и 10-летнего сына Нормана. Её муж Ричард (Клифтон Уэбб), узнав о планах жены в последний момент, решает перехватить её, но все билеты на лайнер давно проданы. Не желая терять контакта с детьми, он выкупает билет третьего класса у баскских эмигрантов, чтобы приехать в Америку вместе с семьей.
Тем временем происходит величайшая морская катастрофа начала XX века.

## В ролях
- Клифтон Уэбб — Ричард Уорд Стёрджес
- Барбара Стэнвик — Джулия Стёрджес
- Одри Далтон — Аннетт Стёрджес
- Харпер Картер — Норман Стёрджес
- Роберт Вагнер — Гифф Роджерс
- Ричард Бейсхарт — Джордж С. Хили
- Телма Риттер — Мод Янг
- Эллин Джослин — Эрл Микер
- Брайан Ахерн — капитан Э. Дж. Смит
- Уильям Джонстоун — Джон Джекоб Астор
- Фрэнсис Берген — Мадлен Астор
- Мерри Андерс — студентка (в титрах не указана)
- Гарри Кординг — инженер котельной (в титрах не указан)

## Награды и номинации
Премия «Оскар» (1954) :
- Награда — лучший сценарий — Чарльз Брэкетт, Уолтер Райш, Ричард Л. Брин.
- Номинация — лучшая работа художника-постановщика, художника по декорациям в чёрно-белом фильме — Лайл Р. Уилер, Морис Рэнсфорд (постановщики), Стюарт А. Рейсс (декоратор).

Гильдия режиссёров Америки (1954) :
- Номинация — Лучшая режиссура — Художественный фильм — Жан Негулеско.